# 天津化学化工协同创新中心
天津化学化工协同创新中心，由天津大学牵头，以南开大学化学学科和天津大学化工学科的协同融合为核心，中国科学院过程工程研究所、中国石油化工集团公司和天津渤海化工集团公司为合作单位。

## 背景
2011年，中国政府提出2011计划。
2011年9月，天津化学化工协同创新中心筹备委员会正式组建。